# تشونتشو
تشونتشو هي قبيلة هندية في أمريكا الجنوبية تعيش في الغابات شرق كوزكو جنوب البيرو، وكانوا معروفين كشعب قوي ومحارب حافظ على استقلاله، ويقال انهم أقارب جيرانهم قبيلة أنتي، وكانوا يسكنون قي قرى ويعتاشون على الصيد، وهم يعتبرون أحد القبائل الثلاثة الأصلية في البيرو مع الكيتشوا والأيمارا.
تحوي هذه المقالة معلومات مترجمة من الطبعة الحادية عشرة لدائرة المعارف البريطانية لسنة 1911 وهي الآن ضمن الملكية العامة.